# Aimé Van Avermaet
Aimé Van Avermaet (* 30. Juli 1935 in Zele; † 30. April 2009 in Dendermonde) war ein belgischer Radrennfahrer.

## Sportliche Laufbahn
Van Avermaet war im Straßenradsport aktiv. Von 1957 bis 1963 war er Unabhängiger und Berufsfahrer. 1955 gewann er das Eintagesrennen Brüssel–Opwijk und wurde Dritter der nationalen Meisterschaft im Straßenrennen der Amateure. 1956 holte er zwei Etappensiege in der 9-Provinzen-Rundfahrt. Er gewann in seiner Heimat einige Kriterien und Rundstreckenrennen, hatte als Profi aber keine herausragenden Erfolge.

## Familiäres
Sein Sohn Ronald Van Avermaet und sein Enkel Greg Van Avermaet waren ebenfalls Radrennfahrer.